# Яковенко, Дмитрий Валерьевич
Дми́трий Вале́рьевич Якове́нко (укр. Дмитро Валерійович Яковенко; род. 17 сентября 1992, Ананьев, Одесская область) — украинский легкоатлет, специалист по прыжкам в высоту. Выступает за сборную Украины по лёгкой атлетике с 2013 года, трёхкратный чемпион страны, участник летних Олимпийских игр в Рио-де-Жанейро.

## Биография
Дмитрий Яковенко родился 17 сентября 1992 года в городе Ананьеве Одесской области.
Занимался лёгкой атлетикой в Кировограде, проходил подготовку под руководством тренера Геннадия Борисовича Здитовецкого. Окончил факультет физвоспитания Кировоградского педагогического университета
Впервые заявил о себе на международном уровне в сезоне 2013 года, когда вошёл в состав украинской национальной сборной и выступил в прыжках в высоту на молодёжном европейском первенстве в Тампере, где с результатом 2,14 занял итоговое 12-е место. Также на соревнованиях в Запорожье установил свой личный рекорд в закрытых помещениях — 2,24 метра.
В 2014 году впервые стал чемпионом Украины в прыжках в высоту.
В 2015 году защитил звание чемпиона Украины, на соревнованиях в Кировограде установил свой личный рекорд в прыжках в высоту на открытом стадионе — 2,30 метра. Помимо этого, показал шестой результат в Суперлиге командного чемпионата Европы в Чебоксарах (2,22), выступил на чемпионате мира в Пекине (2,26).
В 2016 году в третий раз подряд одержал победу на чемпионате Украины, отметился выступлением на чемпионате Европы в Амстердаме, где прыгнул на 2,19 метра и в финал не вышел. Выполнив олимпийский квалификационный норматив (2,29) удостоился права защищать честь страны на летних Олимпийских играх в Рио-де-Жанейро — в программе прыжков в высоту показал результат 2,26 метра, чего оказалось недостаточно для выхода в финал.
После Олимпиады в Рио Яковенко остался действующим спортсменом, но сколько-нибудь значимых результатов на международной арене больше не показывал.
В 2020 году он стал бронзовым призёром на зимнем чемпионате Украины в Сумах (2,18), получил серебро на летнем чемпионате Украины в Луцке (2,26), выиграл серебряную медаль на балканском чемпионате в Клуже-Напоке (2,15).
В 2021 году был вторым на чемпионате Украины в Луцке (2,23), победил на балканском чемпионате в Смедерево (2,22).